# Magda Devos
Magdalena (Magda) Devos (Klemskerke, 26 oktober 1948) is een West-Vlaams taalkundige.

## Loopbaan
Voor haar emeritaat in 2010 was ze hoofddocente Nederlandse taalkunde aan de Universiteit Gent. Ze gaf verschillende vakken zoals Nederlandse grammatica, dialectologie en taalkunde.
Ze is een van de bezielers van het Woordenboek van de Vlaamse Dialecten, een woordenboekproject waar aan de UGent al wordt gewerkt sinds 1972. Ze is ook redacteur van het tijdschrift Naamkunde en voorzitster van de Stichting Achiel De Vos, een heemkundige vereniging die toponiemen inventariseert. Samen met Reinhild Vandekerckhove heeft ze het boek West-Vlaams geschreven in de reeks Taal in stad en land (Lannoo 2005, ISBN 90-2096-051-2).